# Momondo

## momondo
Momondo es un motor de búsqueda de viajes en línea global y gratuito, que opera en 35 mercados internacionales permitiendo a los usuarios alrededor del mundo buscar y comparar precios de vuelos, hoteles y alquiler de coches. La página web se lanzó en España en 2008. Momondo no vende, sino que ofrece un resumen de los precios de viajes disponibles en internet y redirige a los usuarios a las páginas webs de las aerolíneas o agencias de viajes para completar la compra.
Además de su tecnología metabúsqueda, momondo también ofrece a sus usuarios consejos e inspiración para sus viajes a través de su blog.

## Historia
Momondo fue fundada en Dinamarca en 2006 y actualmente continúa teniendo su sede en Copenhague. En 2016, la compañía ya tenía más de 200 empleados de más de 40 nacionalidades. Cuando momondo se lanzó en septiembre de 2006, únicamente era un buscador de vuelos. En octubre de 2007, momondo amplió sus servicios incluyendo su blog de viajes de inspiración para viajeros. En 2009, la empresa lanzó una serie de guías de ciudades que luego se convirtieron en momondo places; una serie de apps móviles de guías de ciudades (disponibles por el momento sólo en inglés). Desde entonces, momondo ha ampliado su buscador para incluir comparación de precios para hoteles y alquiler de coches.
En abril de 2011, momondo y Skygate, su empresa matriz en aquel año, fueron adquiridas por la empresa de búsqueda de viajes británico-americana Cheapflights Media Ltd (ahora Momondo Group Ltd). momondo continúa con sus operaciones como una filial independiente.
En 2014, Momondo Group vendió una participación mayoritaria al fondo de capital privado estadounidense Great Hill Partners.
En mayo de 2016, Momondo Group comunicó que durante el primer trimestre del año había tenido unos ingresos de 30 millones de dólares, con momondo aportando el 60% de estos ingresos.

## Premios
En 2010, Travel + Leisure nombró a momondo como el mejor sitio de viajes para encontrar precios baratos. 
Frommer's posicionó a momondo en el primer lugar de su lista de "Los 10 mejores sitios de búsqueda de vuelos".
En los Travolution Awards, momondo recibió el premio al Mejor Sitio Web de Metabúsqueda en 2014 y 2015.
Momondo también ha sido bien recibida por los medios de comunicación: en "principales páginas webs para planificar tu próxima aventura" en Forbes, momondo fue calificada como "una de las mejores páginas webs de viajes para comparar ofertas de viajes con una de los motores de búsqueda más intuitivos", y The New York Times elogió el sitio por su capacidad de "encontrar combinaciones de vuelos que no encontrarás en ningún otro lugar".